# مجلة نظرية السلوك الاجتماعي
مجلة نظرية السلوك الاجتماعي (بالإنجليزية: Journal for the Theory of Social Behaviour)‏ هي مجلة أكاديمية فصلية متعددة التخصصات مٌحكمة تغطي دراسة السلوك الاجتماعي. أسسها في عام 1971 روم هاري [الإنجليزية] وبول سيكورد، من أجل تقديم بديلهما عن النهج الوضعي الذي كان يتخلل الكثير من علم النفس الاجتماعي في ذلك الوقت.  تم نشره من قبل وايلي بلاكويل [الإنجليزية]، ويرأس تحريرها أليكس جيليسبي [الإنجليزية] (كلية لندن للاقتصاد) ودوغلاس بوربورا (جامعة دريكسيل). وفقًا لتقارير الاستشهاد بالمجلات الأكاديمية، فإن للمجلة عامل تأثير لعام 2017 يبلغ 1.341، مما يجعلها في المرتبة 40 من أصل 64 مجلة في فئة "علم النفس، علم الاجتماع". 

## روابط خارجية
- الموقع الرسمي